# Kettil Runske

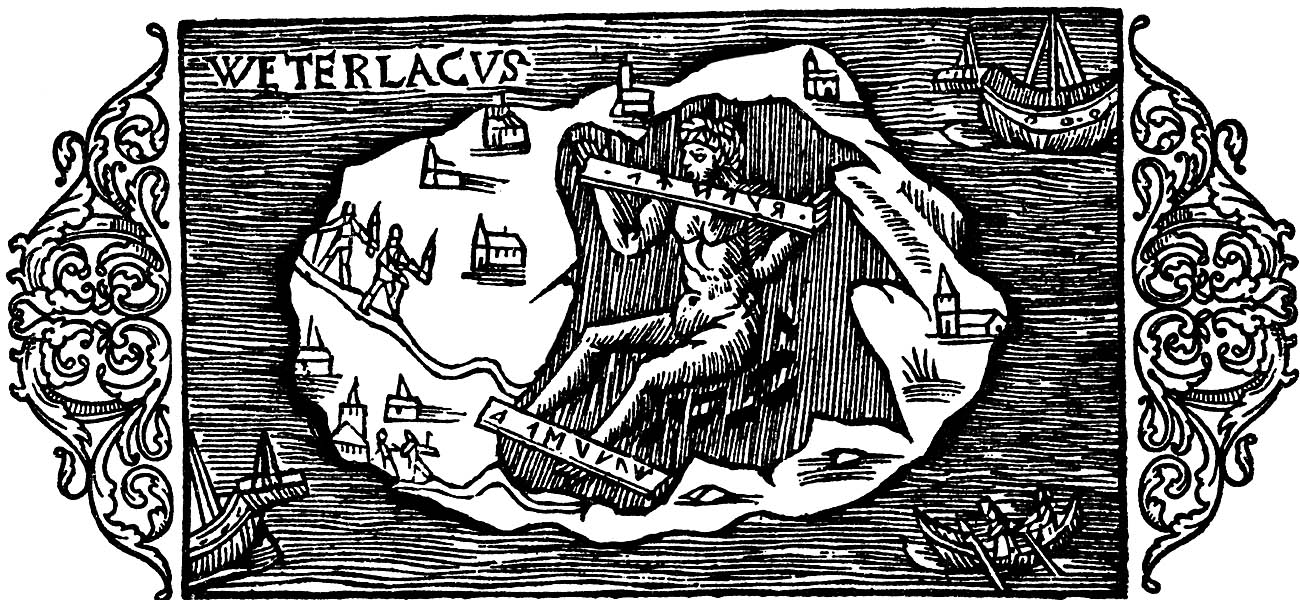
Gilbert fjättrad av runkavlar på Visingsö, återgiven i Olaus Magnus "Historia de gentibus septentrionalibus".

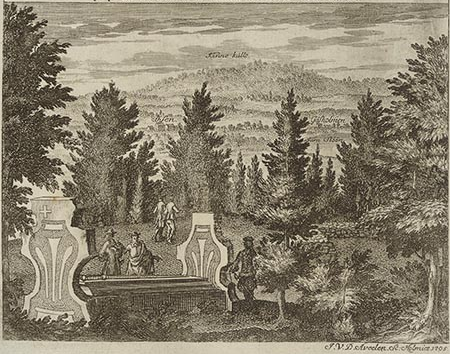
Suecians avbildning av den eskilstunakista som pekats ut som gravmonument över Kettil Runske.

Kettil Runske var enligt gamla sägner en forntida trollkarl, som vann sin övernaturliga förmåga genom att stjäla tre runkavlar från Oden. Därmed fick han så stor trolldomskraft att guden, trots upprepade försök, inte lyckades återta stöldgodset.
Sägner om Kettil Runske har berättats över stora delar av Sverige, inklusive Svenskfinland. Kärnområdet för sägnens utbredning tycks dock ha varit Götaland och trakterna kring Vättern. I synnerhet sägs Kettil ofta ha vistats på Visingsö, som sedan 1100-talet var en centralort i Sveariket med kungahov på slottet vid Näs. En djup gyttjegrop som kallas Gilberts hål, belägen på Kumlaby äng, ska enligt sägnen ha uppstått när Kettil där manade ner i jorden en trollkarl vid namn Gilbert, som hade trotsat honom. Denna sägen omtalas första gången av Olaus Magnus, 1555, med den skillnaden att Olaus placerar Gilbert på en bädd av lindkol i en grotta cirka en halv mil söder om det som nu kallas Gilberts hål. 
Ordet runsk betyder run- och trollkunnig, och i sägnerna framhävs Kettils förmåga att binda med trollrunor. Då Oden själv sökte återta sina stulna runkavlar, tvangs han ge upp eftersom hans hantlangare fjättrades med denna trolldom. Också Gilbert blev bunden med en runkavel innan han manades ner i jorden (alternativt placerades i en grotta), och från Jämtland omtalas i en uppteckning från 1635 att det var Kettil Runske som med runor band Storsjöodjuret till Storsjöns botten. 
Kettil Runske sägs ibland ha varit av jättesläkt och lär ha vadat över Vättern omslingrad av ålar, ett motiv som har litterärt behandlats av Verner von Heidenstam. Han sägs också ha varit bördig från trakten av Kettilsås i Alseda och ligger begraven i diverse gravhögar som olika traditioner har kunnat peka ut. Dessutom sattes han redan av Erik Dahlbergh i samband med en Eskilstunakista i Ölanda, vilken avbildades i Sueciaverket med texten "Kettil Runskes gravmonument". 